# Maque

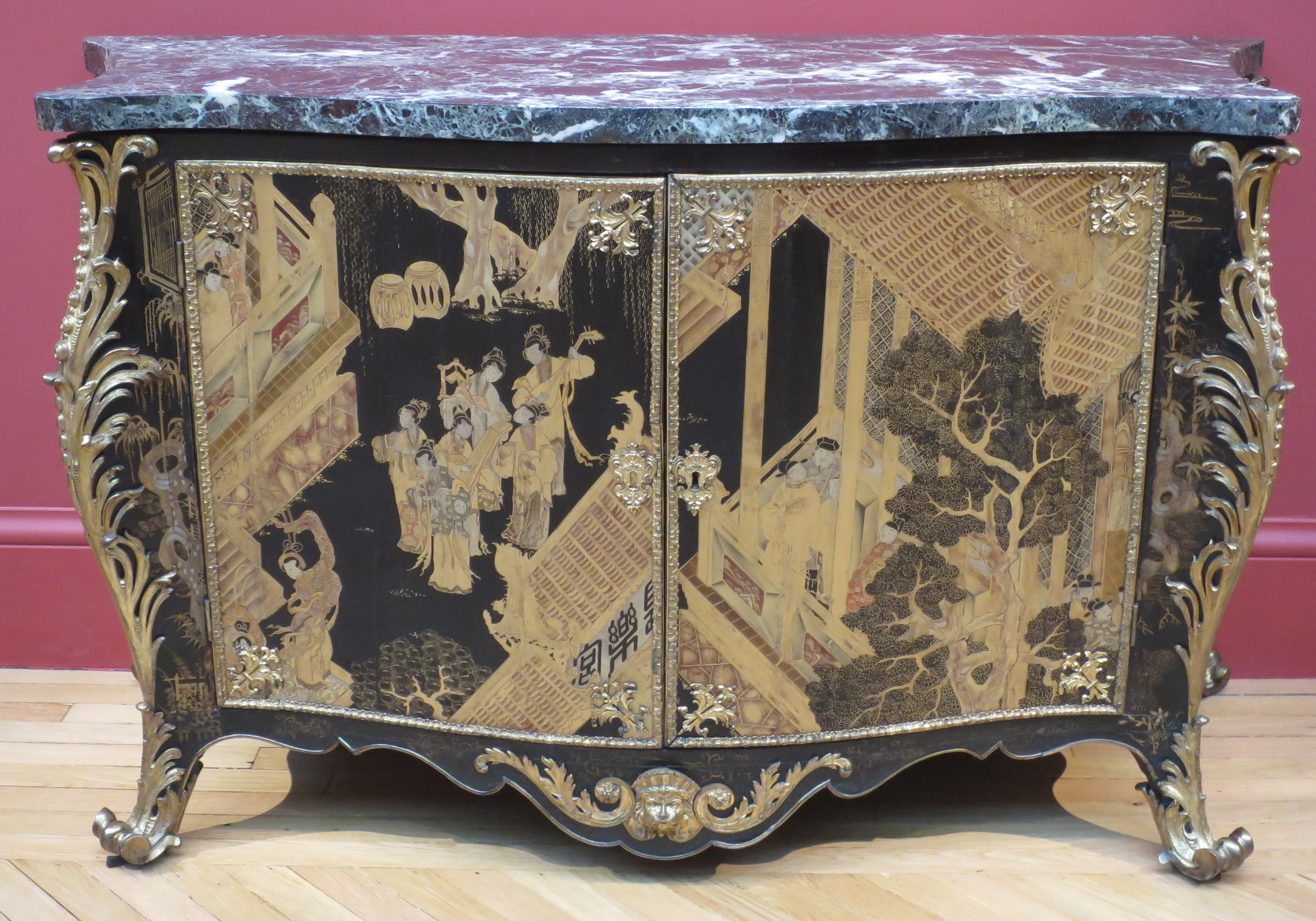
Cómoda de Pierre Langlois, 1763. Ejemplo del estilo denominado maque.

Se conoce como maque a la técnica de acabado que se originó como imitación europea o iberoamericana de los lacados asiáticos, para decorar distintas superficies artesanalmente.
Inicialmente utilizado en mobiliario y más tarde en pequeños artículos metálicos, el maque se considera un arte. Los métodos a los que recurre básicamente nacen de la experimentación con distintos materiales aplicados en capas, que en conjunto con la reacción de su material superficie (inicialmente madera) y la intervención del trabajo humano, resultan en un trabajo minucioso y bastante único.

## Terminología
A pesar de que el término más común par referirse a la técnica es el de laca, la mayoría de los documentos que datan de los tiempos de la Nueva España, utilizan el término «maque». Según Joan Coromines, «Ha de tratarse de la misma palabra que el portugués maquié ‘barniz japonés de oro o plata’, documentado desde 1684 (Dalgado) y procedente del japonés makie, parcialmente confundido en castellano con laca (lacre, fr. laque)».
El término «maque» fue acogido por la Real Academia Española hasta 1884, definiéndolo como «Barniz durísimo e impermeable, compuesto de resinas y jugos de plantas asiáticas y de otros varios elementos. Zumaque del Japón». Mientras que por otra parte, definió «maquear» como «Adornar muebles, utensilios y otros varios objetos con pinturas o dorados, usando para ello el maque. Es industria asiática y las imitaciones se hacen en Europa con barniz copal blanco».
También se emplea para denominar esta técnica su nombre inglés, japanning.

## Evolución en Europa
Estos objetos comenzaron a ser importados por primera vez a Europa a inicios del siglo XVII; sin embargo, no fue hasta los dos siguientes siglos que la técnica comenzó a evolucionar y perfeccionarse, con la importante adición de los conocimientos y materiales de los artesanos europeos.
Los artesanos ingleses comenzaron a producir imitaciones de la técnica con lacas, y en el siglo XVIII, comenzaron a desarrollar barnices al óleo. Este nuevo descubrimiento permitió la inclusión de nuevos materiales base en los cuales aplicar la técnica, como metales laminados y papel maché.
Según Gustavo Curiel (2009), la domesticación del maque en la Nueva España desarrolló en sí misma un movimiento artístico que más tarde se convirtió en el sello distintivo de las artes y elementos tanto decorativos como de uso cotidiano, producidas durante el siglo; mismo que se siguió produciendo durante el periodo de virreinato.
En Europa y en América, los objetos asiáticos se relacionaban directamente con lujo, especialmente las lacas, debido al reconocimiento que ganaron por los elementos que las componían, como su calidad, aplicaciones, diseños y técnicas.

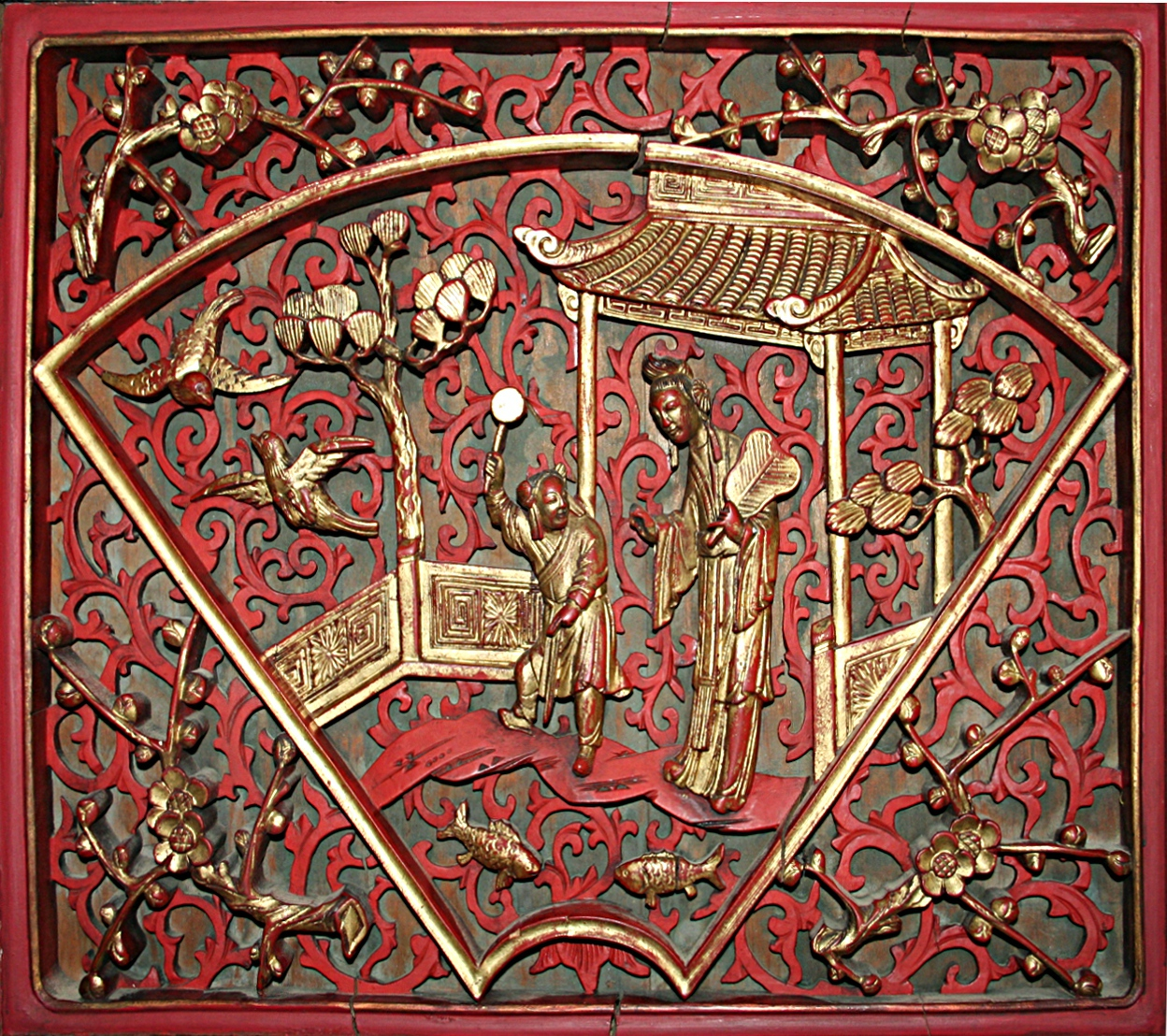
Panel lacado de una sala china

## Materia prima y técnica
El proceso de producción de las lacas, comienza con la obtención de resina del árbol Toxicodendron vernicifluum, nativo de Asia; que es una savia lechosa (llamada urushi en Japón). Después comienza un minucioso proceso de transformación de dicha savia, que consiste en agitarla, calentarla, filtrarla y luego almacenarla en un lugar que propicie su continua humedad. Una vez que la materia reposa, su estado químico se ve afectado, transformando también su estado físico, que ahora se encuentra listo y en forma para proceder a trabajar con él; resultando una sustancia viscosa, pero que una vez aplicada a alguna superficie, se endurece y adquiere un acabado polimerizado.
La aplicación tradicional se hace por capas delgadas, dejando secar entre cada una, aproximadamente por un día completo en un cuarto con humedad. Su principal cualidad es el brillo que aporta después de ser pulida; también la variedad de opciones con las que se puede trabajar el material, ya que, debido a su viscosa consistencia inicial, permite fácilmente la adición o incrustación de otros materiales con fines principalmente estéticos.

## Aplicaciones
Después de que la savia es aplicada al material deseado a manera de recubrimiento, lo hace mucho más duro y resistente al agua, golpes, calor, e incluso ácidos; aunque cabe mencionar que su exposición prolongada a los rayos del sol provoca su deterioro.
En sus inicios, se usó para recubrir madera, más tarde se implementó en metales pequeños y laminados; conforme se desarrolló, su aplicación se extendió hasta ser usada en textiles, bambú, cuero, o cualquier material ligero.